# Eugène Rolland
Pour les articles homonymes, voir Eugène Rolland (ingénieur) et Rolland.
Eugène Rolland (Metz 1846 - Paris 1909) est un ethnologue français. Il publia de nombreux ouvrages sur le folklore en France.

## Biographie
Eugène Rolland naît à Metz le 21 mars 1846. Il est passionné très tôt par l’étude des folklores français et il leur consacra sa vie. Il fonda en 1877, avec Henri Gaidoz, la revue Mélusine pour rendre compte des travaux dans ce domaine. 
Décédé à Paris le 24 juillet 1909, Eugène Rolland est inhumé au cimetière du Père-Lachaise (44e division).

## Publications
- Vocabulaire du patois du pays messin, 1873 et 1876
- Devinettes, ou Énigmes populaires de la France (1877), XVI-178 p.
- Faune populaire de la France, Paris, Maisonneuve, 13 tomes (1877-1915) ; rééd. G.-P. Maisonneuve et Larose, 13 t. en 7 vol., 1967
  - t. I : Les mammifères sauvages (noms vulgaires, dictons, proverbes, légendes, contes et superstitions), 1877, XV-179 p. ; rééd. Forgotten Books 2017
  - t. II : Les oiseaux sauvages, 1879, XV-421 p. ; rééd. Read Books 2011
  - t. III : Les reptiles, les poissons, les mollusques, les crustacés et les insectes, 1881, XV-365 p. ; rééd. BiblioBazaar, 2008
  - t. IV, t. V : Les mammifères domestiques
  - t. VI : Les oiseaux domestiques et la fauconnerie
  - t. VII : Les mammifères sauvages (complément)
  - t. VIII : Les mammifères sauvages (suite et fin) : le loup, le renard et les cétacés
  - t. IX, X : Les oiseaux sauvages
  - t. XI : Les poissons
  - t. XII : Les mollusques, les crustacés, les arachnides et les annélides.
  - t. XIII : Les insectes, 1911.
- Flore populaire, ou Histoire naturelle des plantes dans leurs rapports avec la linguistique et le folklore (avec Henri Gaidoz), 11 tomes (1896-1914). Reprint G.-P. Maisonneuve-Larose, 1967. Dépouillement en cours sur Pl@ntUse.
- Rimes et jeux de l’enfance (1883)
- Recueil de chansons populaires (6 tomes), éd. Maisonneuve.